# Озерище (Дорогобужский район)
 Озерище— деревня в Смоленской области России, в Дорогобужском районе. Расположена в центральной части области в 13 км к югу от Дорогобужа, на автодороге Р137 Сафоново — Рославль.
Население — 238 жителей (2007 год). Административный центр Озерищенского сельского поселения.

## История
Известна как минимум с 1503 года (село с деревянным храмом). В 1814 году построена каменная церковь. В 1875 в селе учреждено министерское училище. Владельцами села в своё время были: Михалковы, Салтыковы, Барышниковы, Игнатьевы. Во второй половине XIX — начале XX века центр волости.

## Экономика
Средняя школа, библиотека, медпункт.

## Достопримечательности
Среди достопримечательностей можно отметить памятник погибшим в годы Великой Отечественной войны, а также дуб недалеко от деревни, который в ширину достигает 4 обхватов. На самом деле исторически деревня находилась первоначально не на известном ныне месте, а в 1,5-2 км, на другой стороне реки, которая впоследствии была запружена и превратилась в озеро (отсюда, как считают многие, и пошло название). Вышеупомянутый дуб и находится на другой стороне озера.